# Тамборнино, Элиджус
Элиджус Тамборнино (итал. Eligius Tambornino; род. 25 октября 1986, Кур) — швейцарский лыжник и биатлонист, участник зимних Олимпийских игр 2010 года в Ванкувере. Специализируется в спринте.

## Карьера
В Кубке мира Тамборнино дебютировал в 2006 году, в декабре 2008 года впервые попал в десятку лучших на этапе Кубка мира, в спринте. Всего на сегодняшний день имеет на своём счету 3 попадания в десятку лучших на этапах Кубка мира, 2 в личном и 1 в командном спринте. Лучшим достижением Тамборнино в общем итоговом зачёте Кубка мира является 80-е место в сезоне 2008-09.
На Олимпиаде-2010 в Ванкувере занял 49-е место в спринте и 11-е место в командном спринте.
За свою карьеру принимал участие в одном чемпионате мира, на чемпионате-2009 в чешском Либереце, занял 21-е место в спринте.
Использует лыжи производства фирмы Madshus.